# Tony Hunt
Antonio Christopher "Tony" Hunt (født 24. november 1985 i San Antonio, Texas, USA) er en tidligere amerikansk footballspiller, der spillede i NFL som running back for Philadelphia Eagles. Han blev draftet til ligaen af Eagles i 2007, og stoppede karrieren allerede året efter.

## Klubber
- 2007-2008: Philadelphia Eagles